# إيزابيل سان سباستيان
إيزابيل سان سباستيان (بالإسبانية: Isabel San Sebastián) هي صحفية ومقدمة تلفزيونية إسبانية، ولدت في 15 مارس 1959 في سانتياغو في تشيلي.

## وصلات خارجية
- إيزابيل سان سباستيان على موقع IMDb (الإنجليزية)